# Brian Joicey
Brian Joicey (Winlaton, 19 dicembre 1945) è un ex calciatore inglese, di ruolo attaccante.

## Carriera
Nel corso degli anni Sessanta gioca a livello amatoriale in vari club del Tyne and Wear quali Ashington, Blyth Spartans, Tow Law Town e North Shields (con cui nella stagione 1968-1969 vince una FA Amateur Cup).
Al termine di quest'ultima stagione viene ingaggiato dal Coventry City, club di prima divisione, con cui per due stagioni si alterna con Neil Martin nel ruolo di centravanti, totalizzando nell'arco del suo biennio di permanenza nel club 39 presenze e 9 reti in campionato, oltre che 2 presenze ed un gol (nella partita casalinga contro i bulgari del Trakia Plovdiv) nella Coppa delle Fiere 1970-1971.
Nell'agosto del 1971 viene acquistato insieme al compagno di squadra Dave Clements dallo Sheffield Weds, club di seconda divisione; in ciascuna delle sue prime tre stagioni nel club, Joicey è il miglior marcatore stagionale della sua squadra, con rispettivamente 16, 15 e 12 reti in campionato (oltre a 4 reti in altrettante presenze nella FA Cup 1972-1973 ed una rete in Coppa di Lega l'anno seguente); rimane al Wednesday anche per le stagioni 1974-1975 e 1975-1976, nelle quali, anche a causa di problemi fisici, viene impiegato con minor frequenza, totalizzando 5 reti (tutte in campionato) nell'arco del biennio.
Lascia il club nel corso della stagione 1975-1976 (disputata in terza divisione in seguito alla retrocessione dell'anno precedente), con un bilancio totale di 144 presenze e 48 gol in campionato (di cui 130 presenze e 45 gol in seconda divisione), 9 presenze e 4 gol in FA Cup e 10 presenze ed un gol in Coppa di Lega, per trasferirsi in quarta divisione al Barnsley.
Rimane con i biancorossi fino al termine della stagione 1977-1978 (la sua ultima da professionista), realizzando in totale 43 reti in 93 presenze in quarta divisione, categoria della quale vince anche il titolo di capocannoniere nella stagione 1976-1977 con 26 reti. Si ritira anzitempo nel corso della stagione 1977-1978 a causa di un collasso durante una partita di campionato contro lo York City, che, secondo analisi successive, si rivelerà essere un piccolo infarto.

## Palmarès

### Club

#### Competizioni nazionali
- FA Amateur Cup: 1

North Shields: 1968-1969

#### Individuale
- Capocannoniere del campionato inglese di quarta divisione: 1

1976-1977 (25 gol)